# Acomys cahirinus
Acomys cahirinus (Голчаста миша єгипетська, Голчаста миша каїрська, Голчаста миша північно-африканська; É. Geoffroy, 1803) — вид мишей родини Мишеві (Muridae).

## Історія вивчення
Вперше вид був описаний Ісідором Жоффруа в 1803 році біля міста Каїр. Пізніше вид описувався різними науковцями і отримав багато інших назв, які на сьогодні є його синонімами:
- A. albigena Heuglin, 1877
- A. nubicus Heuglin, 1877
- A. hunteri De Winton, 1901
- A. viator Thomas, 1902
- A. sabryi Kershaw, 1922
- A. megalodus Setzer, 1959
- A. helmyi Osborn, 1980

## Поширення
Населяє північно-східну Африку, а саме Лівію та Єгипет (Osborn and Helmy, 1980), включаючи Синайський півострів (Saleh and Basuony, 1998), північний Судан, Ефіопію (хромосомна ідентифікація; Sokolov et al., 1992, 1993) та Джибуті (Pearch et al., 2001).

## Опис
Проживає в норах в гірських та пустельних регіонах. Всеїдний, живиться насінням, пустельними рослинами, слимаками та комахами.